# Голубан
Голубан је утврда, удаљена 25 km северно од Крагујевца. Данас је у рушевинама.